# Железопътна линия Ясен – Черквица
Железопътната линия Ясен – Черквица е железопътна линия с междурелсие 1435 mm, разположена в централна Северна България, област Плевен.

## История

### Участък Ясен – Сомовит
Във връзка със строителството на железопътната линия Роман – Плевен – Шумен за превозване на релси и други строителни материали, Главното строително предприятие, извършващо строителството построява железопътната линия Сомовит – Ясен през 1897 г. След завършване на централната линия то предлага линията за продажба на държавата. Преди откупуването през 1899 г. за оценка целесъобразността от експлоатацията на тази временна помощна линия е назначена техническа комисия. Комисията дава отрицателно заключение като смята, че линията не бива да се откупува на предложените от предприемача цени. Изразява се мнение, че тя ще създаде обърканост в установената със закон железопътна мрежа на страната, ще доведе до запустяване на крайдунавските градове, а преустройството и в постоянна ще е свързано с големи разходи. Предлага да се използва до изгниване на траверсите, след което да се демонтира и ликвидира. Комисията изказва и опасение, „че тази линия ако се остави като временна, един ден може да остане постоянна“.
Привържениците на предвидената за строителство със закона от 1897 г. железопътна линия Свищов – Левски оценяват линията Сомовит – Ясен като конкурентна и изтъкват в аргументите си, че тя не е железница, а пародия на железопътно съобщение, тъй като цели 3 месеца от годината железният път е във вода.
Поради това, че предприятието-строител и държавата не постигат разбирателство за цената, е назначена арбитражна комисия, която определя цена, задължителна и за двете страни. Държавата откупува линията на тази цена и от 1 януари 1910 г. я включва в държавната железопътна мрежа.

### Участък Сомовит –Никопол
С постановление на Министерския съвет от ноември 1915 г. се одобрява построяването на гара Сомовит до пристанище Сомовит и продължаване на линията до Никопол. Отсечката Сомовит – Никопол е проучена и проектирана през 1914 – 1915 г. Строителството започват войскови части със средства от извънредния бюджет. По-късно, през 1948 г., строителството към град Никопол е подновено. Поради неблагоприятни теренни условия то отново е спряно и завършва в гара Черквица. Предадено за експлоатация е междугарието Сомовит – Черквица с дължина 6,253 km, изцяло построено върху подпорна стена по брега на река Дунав. Това е най-дългата подпорна стена в БДЖ.
Дължината на целия участък Ясен – Сомовит е с дължина 36,735 km, минимален радиус на кривите 250 m и максимален наклон 13 ‰.
Междугарието Сомовит – Черквица е с минимален радиус 500 m и максимален наклон 6 ‰. Общата дължина на линията Ясен – Черквица е 42,988 km.

## Технически съоръжения по железопътната линия

### Гари
| име на гарата    | приемно-отправни коловози (ПОК) | приемно-отправни коловози (ПОК) | приемно-отправни коловози (ПОК) | осигурителна инсталация |
| име на гарата    | брой ПОК                        | максимална полезна дължина      | минимална полезна дължина       | осигурителна инсталация |
| ---------------- | ------------------------------- | ------------------------------- | ------------------------------- | ----------------------- |
| Ясен             | 8                               | 750                             | 590                             | МРЦ                     |
| Долна Митрополия | 3                               | 605                             | 500                             | РУКЗ                    |
| Сомовит          | 2                               | 470                             | 470                             | без ОИ                  |
| Черквица         | 2                               | 473                             | 350                             | ЕКЗ                     |

### Мостове
| междугарие                 | намира се на km | обща дължина, m | изграден от | препятствие |
| -------------------------- | --------------- | --------------- | ----------- | ----------- |
| Долна Митрополия – Сомовит | 13+889          | 7,60            | стомана     | канал       |
| Долна Митрополия – Сомовит | 24+751          | 74,20           | стомана     | р. Вит      |
| Долна Митрополия – Сомовит | 32+436          | 28,20           | стомана     | канал       |

### Максимално допустими скорости (към 29.05.2022 г.)
| от гара | до гара  | скорост |
| ------- | -------- | ------- |
| Ясен    | Сомовит  | 75      |
| Сомовит | Черквица | 50      |